# Шретер, Карл Август Вильгельм
Карл Август Вильгельм Шретер (нем. Karl August Wilhelm Schröder; 1789—1821) — российский юрист, филолог и педагог, профессор уголовного права, истории права и юридической литературы в Императорском Дерптском университете.

## Биография
Родился 5 мая 1789 года. В 1806 году Карл Август Вильгельм Шретер поступил в Лейпцигский университет для изучения камеральных наук, но вскоре сменил их на филологию и юриспруденцию. По окончании университета в 1812 году защитил диссертацию под названием: «Inaug. de concursu delictorum formali» (Lipsiae. 1812, in 4) и был удостоен звания доктора юридических наук и оставлен приват-доцентом при альма-матер. 
Вскоре Шретер оставил академическую карьеру и занялся адвокатурой, которую, впрочем, также скоро бросил и всецело отдался своему любимому занятию — изучению филологии. 
В 1820 году Карл Август Вильгельм Шретер был назначен профессором уголовного права, уголовных процессов, истории права и юридической литературы в Императорском Дерптском университете, но уже в следующем году, поссорившись с сослуживцами, потребовал отставки и вскоре, 29 июля 1821 года, скончался. 